# Cimmeria (continente)

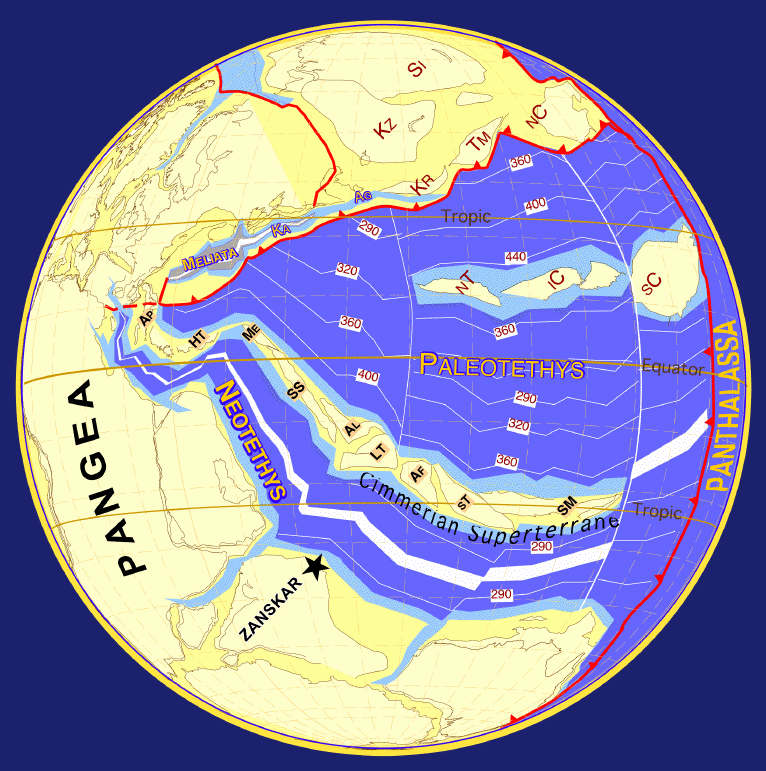
Distribución de los continentes hace 249 millones de años en el límite Pérmico-Triásico. El alargado continente de Cimmeria se desgaja de Pangea y comienza a desplazarse hacia el norte.

Cimmeria fue un continente que antes de separarse formaba parte del supercontinente Pangea. Fue una placa tectónica que comprendía partes de los actuales territorios de Turquía, Irán, Afganistán, Tíbet y de las regiones de Indochina y Malasia. Pangea era un supercontinente con forma de "C" mirando hacia el este y dentro de la "C" estaba el océano Paleo-Tetis. Dos microcontinentes, que forman parte de la actual China, radicaban en el noreste bordeando el océano Paleo-Tetis. Hace alrededor de 300 millones de años, se inició una dislocación en el este que separó un delgado arco de la parte interior del brazo sur de Pangea. Este nuevo microcontinente se denomina Cimmeria y conforme se separaba, un nuevo océano comenzaba a formarse tras él, Tetis. Conforme el océano Tetis se fue ampliando, Cimmeria fue desplazándose al norte hacia Laurasia y el océano Paleo-Tetis disminuyendo.

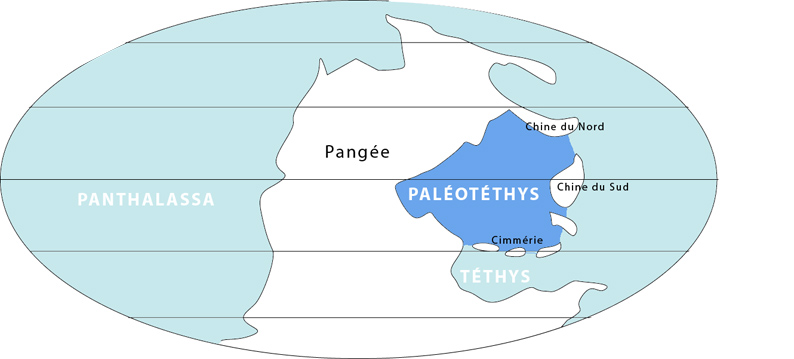
Distribución de los continentes hace 280 millones de años, durante el Pérmico. El continente de Cimmeria se desplaza hacia el norte reemplazando el océano Paleo-Tetis por Tetis.

Según Cimmeria se desplazaba al norte, el océano Paleo-Tetis era subducido bajo Laurasia y Cimmeria, hasta que esta finalmente colisionó con Laurasia, primero en su extremo occidental. Hace 220 millones de años Paleo-Tetis comenzó a desaparecer del todo, cerrándose de oeste a este. La colisión de los continentes alzó montañas a lo largo de la sutura, en lo que se denomina la Orogenia Cimmeriana. En su extremo oriental, Cimmeria colisionó con los microcontinentes chinos hace cerca de 200 millones años y la orogenia Cimmeriana se extendió a lo largo de toda la frontera norte de la placa. La mayoría del océano Paleo-Tetis desapareció hace 150 millones de años. Cuando el límite norte de la placa de la China colisionó con el este de Laurasia se alzaron nuevas montañas. Después de que Cimmeria colisionara con Laurasia hace alrededor de 200 millones de años (Jurásico inferior), la fosa oceánica formada al sur de Cimmeria, comenzó la subducción del océano Tetis y se crearon la arcos insulares y nuevas cadenas montañosas en la zona.

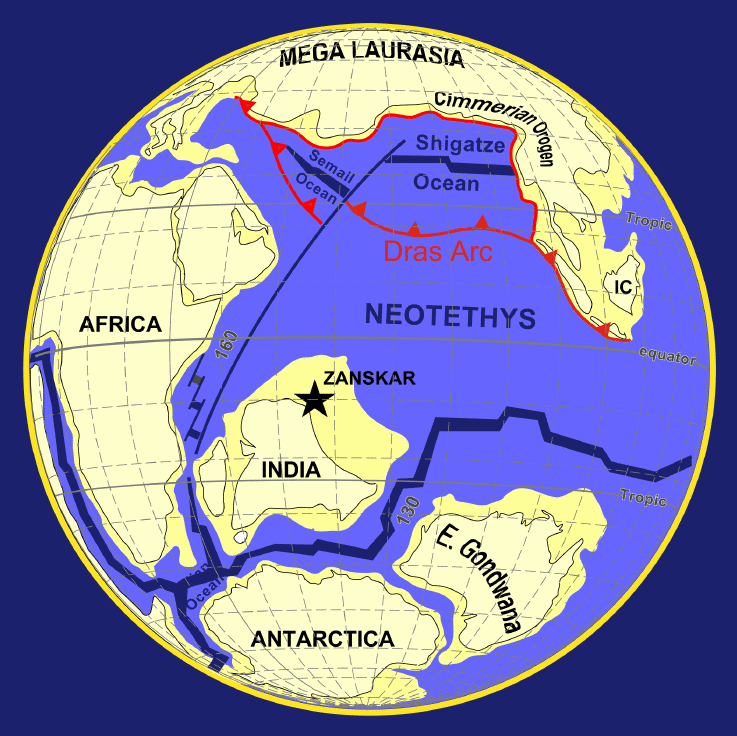
Cimmeria choca con Laurasia hace alrededor de 200-190 millones de años. Su colisión alzó montañas y la fosa oceánica de Tetis hace alrededor de 100 millones de años (Cretácico medio).

La fosa oceánica de Tetis finalmente se extendió hacia el oeste para dividir Pangea en dos, y el creciente océano Atlántico separa el norte de Pangea, el supercontinente Laurasia, del sur, el supercontinente Gondwana. Hace alrededor de 150 millones de años, Gondwana también comenzó a fragmentarse. Los continentes de África-Arabia e la India comenzaron la deriva hacia el norte con dirección a Laurasia, incluyendo Cimmeria, ahora la costa sur. África-Arabia y la India finalmente colisionaron con Asia hace 30 millones de años, reuniendo Cimmeria con sus antiguos vecinos de Gondwana y plegando el antiguo continente para formar los Alpes, Cáucaso, Zagros, Hindú Kush e Himalaya, en la denominada Orogenia Alpina.